# Apheidas (Sohn des Polypemon)
Apheidas (altgriechisch Ἀφείδας Apheídas) ist eine Gestalt der griechischen Mythologie.
Apheidas war der Sohn des Polypemon aus Alybas. Als Odysseus nach seiner Heimkehr nach Ithaka alle Freier Penelopes getötet hatte, suchte er seinen alten Vater Laertes auf und gab sich, um diesen auf seine Gesinnung zu prüfen, zunächst für Apheidas’ Sohn Eperitos aus, ehe er Laertes seine wahre Identität enthüllte.